# 重慶國際博覽中心
重庆国际博览中心，简称重庆国博中心，是位于中国重庆市两江新区的悦来會展城中心区域的一座展览馆，也是中国西南地区规模最大、配套最齐全的大型智能化综合性会议及展览场地。国博中心于2011年3月15日开工，2014年8月28日完工。该展览馆获得过鲁班奖和詹天佑奖。

## 历史
2012年3月30日，重庆国际博览中心有限公司在重庆园博园举办“重庆国际博览中心推介会”，首次开放了正在建设中的国际博览中心，其“蝴蝶”造型的场馆雏形已基本形成。

## 举办活动
- 庾澄庆 - 我要给你世界巡回演唱会 - 2014年11月8日
- 少女時代 - Mr.Mr. 粉丝见面会 - 2014年11月22日
- 林俊杰 - 时线Timeline世界巡回演唱会 - 2015年1月3日
- 邓紫棋 - G.E.M. X.X.X. Live 世界巡回演唱会 - 2015年5月9日
- 梁静茹 - 你的名字是爱情世界巡回演唱会 - 2015年7月4日
- 谭咏麟×李克勤 - 左麟右李10周年世界巡回金曲演唱会 - 2015年7月11日
- BIGBANG - MADE世界巡回演唱会 - 2015年8月30日
- 伍佰 - 无尽闪亮的摇滚全经典世界巡回演唱会 - 2015年9月12日
- 蔡依林 - Play世界巡回演唱会 - 2015年9月26日
- 萧敬腾 - TRIPLE JAM世界巡回演唱会 - 2015年10月24日
- A-Lin - SONAR声呐世界巡回演唱会 - 2015年11月14日
- 田馥甄 - 如果世界巡回演唱会 - 2015年11月21日
- 莫文蔚 - 看看世界巡回演唱会 - 2015年12月12日
- 刘若英 - 我敢世界巡回演唱会 - 2016年3月26日
- BIGBANG - MADE V.I.P歌迷见面会 - 2016年6月30日-7月2日
- 李荣浩 - 有理想世界巡回演唱会 - 2016年8月6日
- 周华健 - 今天唱什么世界巡回演唱会 - 2016年9月10日
- 罗志祥 - 疯狂世界CRAZY WORLD世界巡回演唱会 - 2016年10月15日
- 张学友 - A CLASSIC TOUR 学友.经典世界巡回演唱会 - 2016年10月28-30日
- 林宥嘉 - THE GREAT YOGA世界巡回演唱会 - 2016年12月3日
- 李宇春 - 野蛮生长巡回演唱会 - 2016年12月10日
- 谭咏麟 - 银河岁月40载世界巡回演唱会 - 2016年12月17日
- 林忆莲 - Pranava 造乐者世界巡回演唱会 - 2017年1月7日
- Twins - Twins LOL Live Around the World - 2017年4月15日
- 陈伟霆 - Inside Me巡回演唱会 - 2017年4月22日
- 张惠妹 - 烏托邦2.0慶典世界巡回演唱会 - 2017年4月29-30日
- 田馥甄 - 如果世界巡回演唱会PLUS - 2017年5月27日
- 梁静茹 - 你的名字是爱情世界巡回演唱会安可场 - 2015年7月15日
- 薛之谦 - 我好像在哪儿见过你巡回演唱会 - 2017年7月22日
- 邓紫棋 - Queen of Hearts 世界巡回演唱会 - 2017年9月2日
- 张杰 - 我想世界巡回演唱会 - 2017年9月9日
- 朴树 - 好好地II中国巡回演唱会 - 2018年2月3日
- 陈慧娴 - Priscilla-ism中国巡回演唱会 - 2018年3月17日
- 李玟 - 18世界巡回演唱会 - 2018年3月24日
- 李宇春 - 流行巡回演唱会 - 2018年7月14日
- 林俊杰 - 聖所世界巡回演唱会 - 2018年7月28日
- 李健 - “不止，是李健”巡回演唱会 - 2018年10月13日
- 莫文蔚 - 絕色25周年世界巡迴演唱會 - 2018年10月27日
- 张韶涵 - 旅程世界巡回演唱会 - 2018年12月1日
- 汪峰 - “就这样”超级巡演 - 2018年12月15日
- 李荣浩 - 年少有为世界巡回演唱会 - 2019年12月21日
- 杨坤 - Forever YANG全球巡回演唱会 - 2020年1月11日
- 王心凌 - Sugar High世界巡迴演唱會 - 2023年12月2日

## 交通
- 重庆轨道交通国博线——国博中心站
- 重庆轨道交通10号线——悦来站

## 外部鏈接
- 官方網站 （页面存档备份，存于）